# Cussac, Haute-Vienne
Cussac (tiếng Occitan: Cussac) là một xã của tỉnh Haute-Vienne, thuộc vùng Nouvelle-Aquitaine, miền trung nước Pháp.